# استار (دیزنی پلاس)
استار (انگلیسی: Star؛ به صورت ST★R نیز نوشته می‌شود) یک مرکز محتوا در سرویس استریم دیزنی پلاس است که در ۲۳ فوریه ۲۰۲۱ راه‌اندازی شد. این وبگاه در کشورهایی که دیزنی پلاس در آنها فعالیت دارد، در دسترس است.
استار دارای یک کتابخانه بزرگ از محتوای فیلم و تلویزیونی از کتابخانه‌های زیرمجموعه‌های دیزنی از جمله هولو، فریفورم، ای‌بی‌سی سیگنچر، ام‌تی‌ام اینترپرایسز، تاچ‌استون تلویژن، تلویزیون بیستم، استودیوهای قرن بیستم، انیمیشن قرن بیستم، سرچلایت پیکچرز، تاچ‌استون پیکچرز و هالیوود پیکچرز است.

## دسترسی
| کشور/منطقه        | تاریخ آغاز شدن |
| ----------------- | -------------- |
| استرالیا          | ۲۳ فوریه ۲۰۲۱  |
| اتریش             | ۲۳ فوریه ۲۰۲۱  |
| بلژیک             | ۲۳ فوریه ۲۰۲۱  |
| کانادا            | ۲۳ فوریه ۲۰۲۱  |
| دانمارک           | ۲۳ فوریه ۲۰۲۱  |
| فنلاند            | ۲۳ فوریه ۲۰۲۱  |
| فرانسه            | ۲۳ فوریه ۲۰۲۱  |
| آلمان             | ۲۳ فوریه ۲۰۲۱  |
| ایسلند            | ۲۳ فوریه ۲۰۲۱  |
| ایرلند            | ۲۳ فوریه ۲۰۲۱  |
| ایتالیا           | ۲۳ فوریه ۲۰۲۱  |
| لوکزامبورگ        | ۲۳ فوریه ۲۰۲۱  |
| هلند              | ۲۳ فوریه ۲۰۲۱  |
| نیوزیلند          | ۲۳ فوریه ۲۰۲۱  |
| نروژ              | ۲۳ فوریه ۲۰۲۱  |
| پرتغال            | ۲۳ فوریه ۲۰۲۱  |
| سنگاپور           | ۲۳ فوریه ۲۰۲۱  |
| اسپانیا           | ۲۳ فوریه ۲۰۲۱  |
| سوئد              | ۲۳ فوریه ۲۰۲۱  |
| سوئیس             | ۲۳ فوریه ۲۰۲۱  |
| بریتانیا          | ۲۳ فوریه ۲۰۲۱  |
| ژاپن              | ۲۷ اکتبر ۲۰۲۱  |
| کره جنوبی         | ۱۲ نوامبر ۲۰۲۱ |
| تایوان            | ۱۲ نوامبر ۲۰۲۱ |
| هنگ کنگ           | ۱۶ نوامبر ۲۰۲۱ |
| آفریقای جنوبی     | ۱۸ مه ۲۰۲۲     |
| الجزایر           | ۸ ژوئن ۲۰۲۲    |
| بحرین             | ۸ ژوئن ۲۰۲۲    |
| مصر               | ۸ ژوئن ۲۰۲۲    |
| عراق              | ۸ ژوئن ۲۰۲۲    |
| اردن              | ۸ ژوئن ۲۰۲۲    |
| کویت              | ۸ ژوئن ۲۰۲۲    |
| لبنان             | ۸ ژوئن ۲۰۲۲    |
| لیبی              | ۸ ژوئن ۲۰۲۲    |
| مراکش             | ۸ ژوئن ۲۰۲۲    |
| عمان              | ۸ ژوئن ۲۰۲۲    |
| فلسطین            | ۸ ژوئن ۲۰۲۲    |
| قطر               | ۸ ژوئن ۲۰۲۲    |
| عربستان سعودی     | ۸ ژوئن ۲۰۲۲    |
| تونس              | ۸ ژوئن ۲۰۲۲    |
| امارات متحده عربی | ۸ ژوئن ۲۰۲۲    |
| یمن               | ۸ ژوئن ۲۰۲۲    |
| آلبانی            | ۱۴ ژوئن ۲۰۲۲   |
| آندورا            | ۱۴ ژوئن ۲۰۲۲   |
| بوسنی و هرزگوین   | ۱۴ ژوئن ۲۰۲۲   |
| بلغارستان         | ۱۴ ژوئن ۲۰۲۲   |
| کرواسی            | ۱۴ ژوئن ۲۰۲۲   |
| جمهوری چک         | ۱۴ ژوئن ۲۰۲۲   |
| استونی            | ۱۴ ژوئن ۲۰۲۲   |
| یونان             | ۱۴ ژوئن ۲۰۲۲   |
| مجارستان          | ۱۴ ژوئن ۲۰۲۲   |
| کوزوو             | ۱۴ ژوئن ۲۰۲۲   |
| لتونی             | ۱۴ ژوئن ۲۰۲۲   |
| لیختن‌اشتاین       | ۱۴ ژوئن ۲۰۲۲   |
| لیتوانی           | ۱۴ ژوئن ۲۰۲۲   |
| مالت              | ۱۴ ژوئن ۲۰۲۲   |
| مونته‌نگرو         | ۱۴ ژوئن ۲۰۲۲   |
| مقدونیه شمالی     | ۱۴ ژوئن ۲۰۲۲   |
| لهستان            | ۱۴ ژوئن ۲۰۲۲   |
| رومانی            | ۱۴ ژوئن ۲۰۲۲   |
| سان مارینو        | ۱۴ ژوئن ۲۰۲۲   |
| صربستان           | ۱۴ ژوئن ۲۰۲۲   |
| اسلواکی           | ۱۴ ژوئن ۲۰۲۲   |
| اسلوونی           | ۱۴ ژوئن ۲۰۲۲   |
| ترکیه             | ۱۴ ژوئن ۲۰۲۲   |
| واتیکان           | ۱۴ ژوئن ۲۰۲۲   |
| اسرائیل           | ۱۶ ژوئن ۲۰۲۲   |
| فیلیپین           | ۱۷ نوامبر ۲۰۲۲ |
| اندونزی           | - ۳ مه ۲۰۲۳    |
| مالزی             | - ۳ مه ۲۰۲۳    |
| تایلند            | - ۳ مه ۲۰۲۳    |
| آرژانتین          | ۲۶ ژوئن ۲۰۲۴   |
| بولیوی            | ۲۶ ژوئن ۲۰۲۴   |
| برزیل             | ۲۶ ژوئن ۲۰۲۴   |
| شیلی              | ۲۶ ژوئن ۲۰۲۴   |
| کلمبیا            | ۲۶ ژوئن ۲۰۲۴   |
| کارائیب           | ۲۶ ژوئن ۲۰۲۴   |
| کاستاریکا         | ۲۶ ژوئن ۲۰۲۴   |
| جمهوری دومینیکن   | ۲۶ ژوئن ۲۰۲۴   |
| اکوادور           | ۲۶ ژوئن ۲۰۲۴   |
| السالوادور        | ۲۶ ژوئن ۲۰۲۴   |
| گواتمالا          | ۲۶ ژوئن ۲۰۲۴   |
| هندوراس           | ۲۶ ژوئن ۲۰۲۴   |
| مکزیک             | ۲۶ ژوئن ۲۰۲۴   |
| نیکاراگوئه        | ۲۶ ژوئن ۲۰۲۴   |
| پاناما            | ۲۶ ژوئن ۲۰۲۴   |
| پاراگوئه          | ۲۶ ژوئن ۲۰۲۴   |
| پرو               | ۲۶ ژوئن ۲۰۲۴   |
| اروگوئه           | ۲۶ ژوئن ۲۰۲۴   |
| ونزوئلا           | ۲۶ ژوئن ۲۰۲۴   |